# 9m88
9m88(1990년 11월 20일 ~ )은 중화민국의 싱어송라이터이다.
2016년 말, 9m88은 Leo왕(Leo王)의 노래 '陪妳過假日'에 피처링으로 참여했으며, 2017년 초에는 온라인에서 공개된 '九頭身日奈NINE HEAD HINANO'를 통해 소셜 미디어 상에서 유명세를 탔다. 2019년 8월 8일에는 첫 번째 솔로 앨범 《平庸之上Beyond Mediocrity》이 발매되었다.
9m88이라는 예명은 자신의 영문 이름과 학창 시절의 별명에서 따온 것이다. '9m'은 중국어로 '줘엠'이라고 발음하는데 이것이 자신의 영문 이름인 '조앤(Joanne)'과 발음이 비슷한 점에서 착안했으며, '88'은 중국어로 '바바'라고 발음하는데 이것은 자신의 학창 시절 별명인 '샤오바'에서 착안한 것이다.
음악 스타일은 R&B, 네오 소울, 재즈, 즉흥, 힙합, 팝의 영향을 많이 받았다. 9m88이 보여주는 특유의 음악 스타일과 패션 감각, 자유분방한 이미지는 전위적인 느낌과 예스럽고 복고적인 인상을 풍기는데, 이 때문에 '시공간을 넘나드는 가수'로 평가되고 있다.

## 음반 목록

### 정규 음반
- 2019년 《平庸之上 Beyond Mediocrity》

### 참여곡
- 2016 Leo왕 《陪妳過假日》
- 2017 LEO37 + SOSS 《Moment》
- 2017 Fishdoll 《Air Doll》
- 2018 이샹런 《SWAG午覺》
- 2018 LEO37 + SOSS 《Getit》
- 2018 우칭펑 《Everybody Woohoo》
- 2018 ØZI 《B.O.》
- 2018 단바오 《台北嘻哈故事》
- 2019 마녠셴 《你朝我的方向走來》
- 2020 slodown 《ORIENTATION》
- 2020 단바오 《大禹》
- 2020 9m88 + starRo "가능한 경우"

## 방송 활동
- 2020년 《聲林之王2》 멘토

## 광고

### 상업 광고
| 연도   | 광고 목록                      |
| 2019년 | Kotex 靠得住衛生棉             |
| 2019년 | 기린 맥주 2019 KIRIN Bar BEER  |
| 2020년 | 好來化工『黑人牙膏』全亮白系列 |